# Calibre 45
 Calibre 45 (títol original: .45) és una pel·lícula estatunidenca de Gary Lennon estrenada el 2006 i doblada al català.

## Argument
Big Al i Kat, dos criminals de poca volada, però amb grans aspiracions, també s'atrauen l'un per a l'altre, la passió i el crim són les seves raons de viure. Però quan Al supera la línia pegant salvatgement Kat en un excés de gelosia, decideix llavors barallar-se i reprendre el control. Kat és sexy, i ho sap. Sedueix llavors tots els homes i les dones del seu cercle per tal de realitzar el seu pla.

## Producció
La pel·lícula es va gravar a Nova York i a Toronto. Les seves despeses de Producció van pujar a aproximadament 5 milions de dòlars. La pel·lícula es va estrenar el 30 de novembre de 2006 a Grècia, a Taiwan el 15 de desembre de 2006 i a Singapur l'1 de febrer de 2007.

## Repartiment
- Milla Jovovich: Kat
- Angus Macfadyen: Big Al
- Stephen Dorff: Reilly
- Aisha Tyler: Liz
- Sarah Strange: Vic
- Vincent Laresca: Jose
- Tony Munch: Clancy
- Kay Hawtrey: Marge